# Meerlo-Wanssum
Meerlo-Wanssum (anhörenⓘ) war eine Gemeinde in der niederländischen Provinz Limburg. Am 1. Januar 2010 wurde sie auf die Gemeinden Horst aan de Maas und Venray aufgeteilt.

## Ortsteile
Folgende Ortschaften gehören jetzt zur Gemeinde Venray:
- Blitterswijck
- Geijsteren
- Wanssum

Folgende Ortschaften gehören jetzt zur Gemeinde Horst aan de Maas:
- Meerlo
- Swolgen
- Tienray

## Politik

### Sitzverteilung im Gemeinderat
Bis zur Auflösung der Gemeinde ergab sich seit 1982 folgende Sitzverteilung:
| Partei                                 | Sitze | Sitze | Sitze | Sitze | Sitze | Sitze | Sitze |
| Partei                                 | 1982  | 1986  | 1990  | 1994  | 1998  | 2002  | 2006  |
| -------------------------------------- | ----- | ----- | ----- | ----- | ----- | ----- | ----- |
| Progressieve Kombinatie Meerlo-Wanssum | 2     | 3     | 4     | 3     | 3     | 4     | 5     |
| CDA                                    | —     | 9     | 8     | 6     | 6     | 5     | 4     |
| Gemeente Partij ’94                    | —     | —     | —     | 4     | 2     | 2     | 2     |
| PvdA                                   | —     | —     | —     | —     | 1     | 1     | 2     |
| VVD                                    | —     | 1     | 1     | —     | 1     | 1     | 0     |
| Lijst Wanssum a                        | 3     | —     | —     | —     | —     | —     | —     |
| Lijst Hendrix a                        | 2     | —     | —     | —     | —     | —     | —     |
| Lijst Aerts a                          | 2     | —     | —     | —     | —     | —     | —     |
| Lijst Meerlo a                         | 2     | —     | —     | —     | —     | —     | —     |
| Lijst Wijnhoven a                      | 1     | —     | —     | —     | —     | —     | —     |
| Lijst De Weichs De Wenne a             | 1     | —     | —     | —     | —     | —     | —     |
| Lijst Camps                            | 0     | —     | —     | —     | —     | —     | —     |
| Gesamt                                 | 13    | 13    | 13    | 13    | 13    | 13    | 13    |